# Egitto
L'Egitto (/eˈd͡ʒitto/, in arabo مصر‎?, Miṣr), ufficialmente Repubblica Araba d'Egitto (in arabo جمهورية مصر العربية‎?, Jumhūriyya Miṣr al-ʿArabiyya), è un Paese transcontinentale che attraversa l'angolo nord-est dell'Africa e l'angolo sud-ovest dell'Asia attraverso un ponte di terra formato dalla penisola del Sinai. La maggior parte del suo territorio di 1 001 000 chilometri quadrati si trova nel Nord Africa e confina con il Mar Mediterraneo a nord, la striscia di Gaza e Israele a nord-est, il golfo di Aqaba e il Mar Rosso a est, il Sudan a sud e la Libia a ovest.
Dal 1958 al 31 dicembre 1971 era denominato Repubblica Araba Unita, la quale, solo tra il 1958 e il 1961, comprendeva anche i territori dell'attuale Repubblica Araba di Siria.
L'Egitto è uno dei Paesi più popolati dell'Africa e del Medio Oriente, e il 14º più popolato al mondo. La maggior parte della popolazione vive vicino alle rive del fiume Nilo, su una superficie di circa 10 000 chilometri quadrati, dove si trova l'unica terra arabile del Paese. Le grandi regioni del deserto del Sahara, che costituiscono la maggior parte del territorio dell'Egitto, sono scarsamente abitate. Circa il 42% dei residenti in Egitto vive in aree urbane, con la maggior diffusione di tutti i centri densamente popolati al Cairo, Alessandria e altre grandi città del delta del Nilo, come Mansura.
L'Egitto ha una delle più lunghe storie di ogni Stato moderno, essendo stato continuamente abitato dal X millennio a.C. I suoi monumenti, come la piramide di Giza e la Grande Sfinge, sono stati costruiti dalla sua antica civiltà, che è stata una delle più avanzate del suo tempo. Le sue antiche rovine, come quelle di Menfi, Tebe, Karnak e la Valle dei Re, al di fuori di Luxor, sono luoghi significativi d'interesse archeologico e turistico. La ricca eredità culturale dell'Egitto, così come l'attrazione della sua riviera del Mar Rosso, hanno fatto del turismo una parte vitale dell'economia, che impiega circa il 34% della forza lavoro del Paese.
L'economia dell'Egitto è una delle più diversificate del Vicino Oriente, articolandosi nei settori più disparati, quali il turismo, l'agricoltura, l'industria e dei servizi. L'Egitto è considerato una media potenza, con una significativa influenza culturale, politica e militare in Nordafrica, Vicino Oriente e mondo musulmano.

## Etimologia
Miṣr /mɪsˤr/ (Maṣr /mɑsˤr/ in arabo egiziano), il nome arabo e ufficiale del moderno Egitto, è una parola di origine semitica. Dalla radice triconsonantica M-Ṣ-R l'accadico, anch'esso una lingua semitica, forma il sostantivo miṣru con significato di "frontiera, territorio"; maṣartu ha il significato di "guardia, sentinella, frontiera" e il verbo muṣuru "stabilire una frontiera".
Uno degli antichi nomi egizi del Paese, Kmt (pronuncia convenzionale: Kemet), "(terra) nera", è dovuto al fertile limo nero depositato dalle piene del Nilo, distinto dalla Dšrt (pronuncia convenzionale: Desceret), la "[terra] rossa" del deserto. In copto, la fase finale della lingua egizia, il nome del Paese è Keme o Kemi.
Il nome italiano "Egitto" deriva dalla parola latina Aegyptus che a sua volta proviene dal greco antico Αἴγυπτος?, Àigüptos. Il nome greco potrebbe essere una derivazione dall'egizio Hwt kȝ Ptḥ (pronuncia convenzionale: Hut ka Pta), "casa del ka di Ptah", nome di un tempio del dio Ptah a Menfi.
Nel periodo faraonico il termine più usato, soprattutto nelle titolature ufficiali, fu Tȝwy (pronuncia convenzionale: Taui), che significa Le Due Terre, termine indicante l'unione del Basso e dell'Alto Egitto.

## Storia

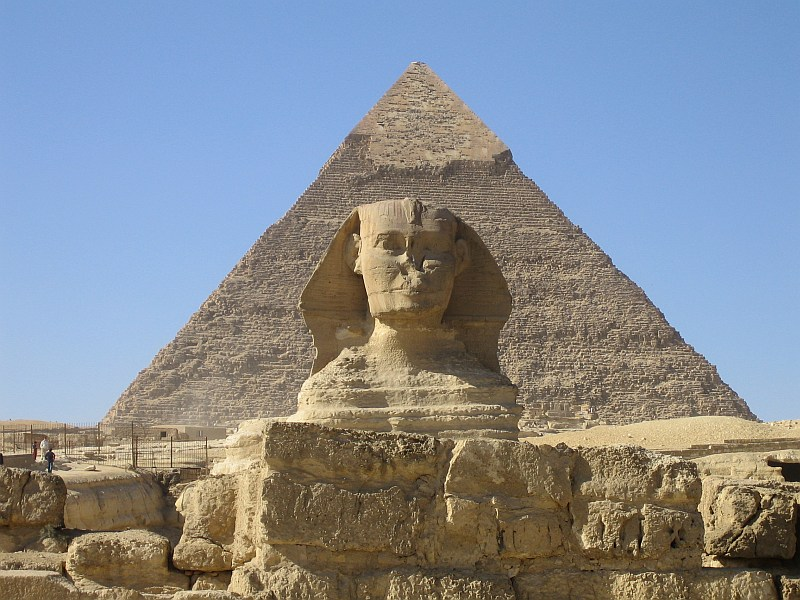
La Grande Sfinge di Giza e la Piramide di Chefren, simboli indiscussi dell'Egitto storico ed attuale.

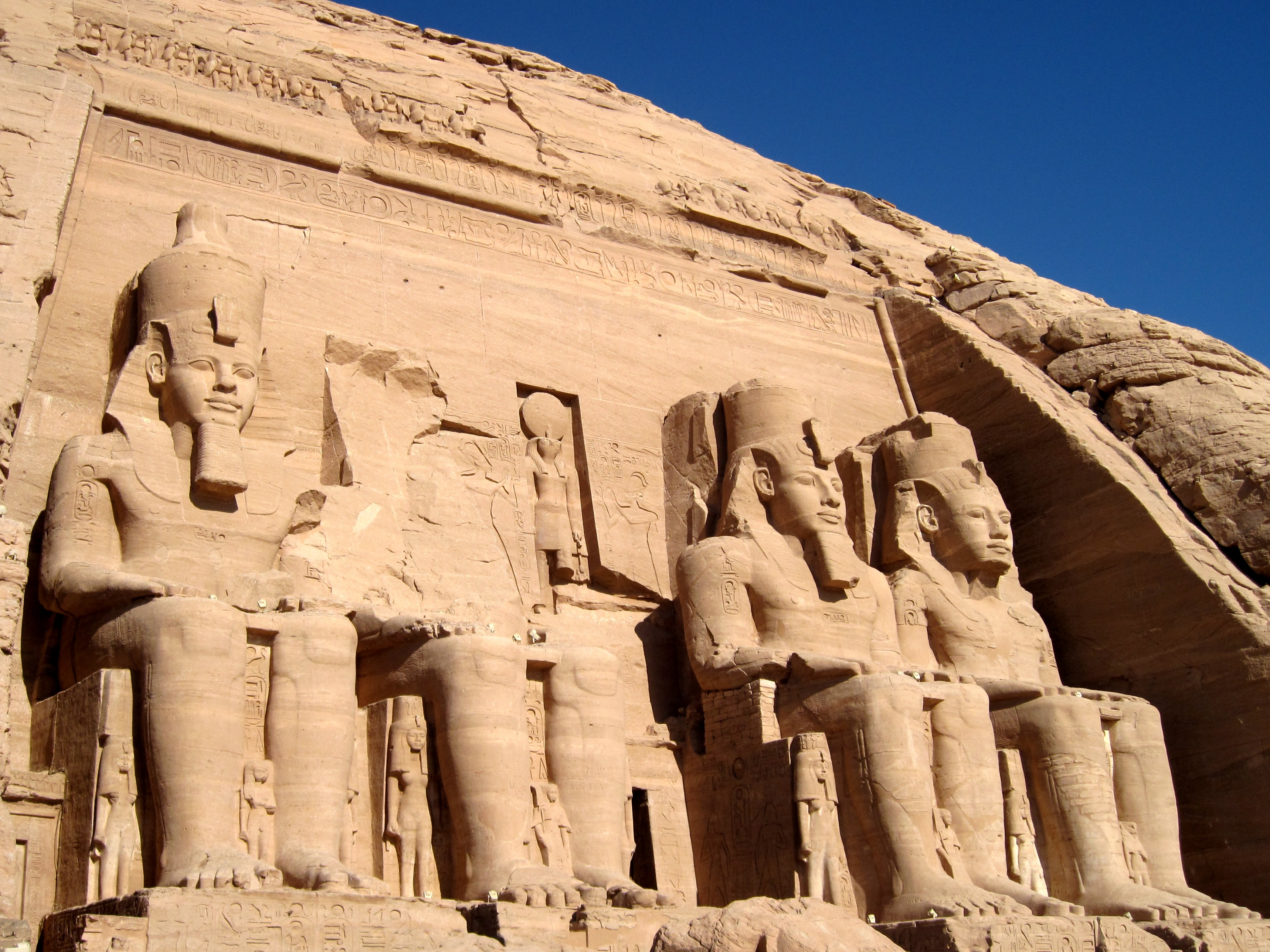
Il tempio maggiore di Abu Simbel, eretto in onore del faraone Ramses II.

La storia dello Stato egiziano viene fatta iniziare con l'unione di Basso ed Alto Egitto da parte di Menes, primo sovrano della I dinastia, intorno al 3100 a.C. anche se questi eventi vennero preceduti da una fase urbana preparatoria durata alcuni secoli. Sappiamo da recenti scoperte archeologiche che la civiltà egizia esisteva già da almeno un millennio prima.
Attraverso momenti imperiali ed altri di profonda anarchia l'Egitto mantenne la sua indipendenza fino alla metà del I millennio a.C. quando cadde sotto il controllo persiano.
Conquistato da Alessandro Magno nel IV secolo a.C., rimase sotto il controllo dei suoi successori, i Tolomei, fino alla conquista romana al 30 a.C.
Alla divisione dell'Impero romano l'Egitto divenne parte dell'Impero romano d'Oriente.
Nel VII secolo fu conquistato dagli Arabi che resero il Paese una provincia ( wilāya ) del loro califfato. Una prima autonomia il Paese la riguadagnò con i Tulunidi e, dopo la riconquista abbaside, i cui califfi affidarono l'Egitto agli Ikshididi, il Paese fu conquistato nel X secolo dai Fatimidi, che erano sciiti-ismailiti.
Saladino e la dinastia da lui fondata degli Ayyubidi posero sotto il proprio controllo l'Egitto, la Siria e lo Yemen a partire dal XII secolo. Successivamente, fu la volta dei Mamelucchi, Turchi e Circassi. Infine fu il turno degli Ottomani che presero il potere nel XVI secolo (1517), al termine della campagna militare voluta dal sultano ottomano Selim I Yavuz che, tuttavia, mantenne come suoi "feudatari" gli sconfitti Mamelucchi.
Ai primi di luglio 1798 l'Egitto fu invaso via mare da un corpo di spedizione francese forte di circa 40.000 uomini guidato da Napoleone Bonaparte. Lo scopo principale dell'invasione fu quello di minare il monopolio commerciale dell'Inghilterra nella regione ma, tra gli scopi secondari, c'era anche quello di agevolare la conduzione di studi storici, archeologici, geografici, linguistici che il nutrito gruppo di uomini di scienza e di lettere, che Napoleone era riuscito ad aggregare alla spedizione, svolse effettivamente in modo più che egregio. L'occupazione francese durò fino all'estate del 1800 (Napoleone era tornato in Francia già ad agosto del 1799) quando le ultime truppe comandate dal generale Menou si arresero agli anglo-turchi.
Dai primi del XIX secolo l'Egitto fu tenuto con saldo e innovatore polso dall'albanese Mehmet Ali Pascià (fondatore della dinastia albanese a guida di Egitto estinta con l'ultimo re Fārūq I d'Egitto nel 1953) che avviò una dinastia vicereale (chediviale), formalmente vassalla della Sublime Porta (Istanbul) ma sostanzialmente del tutto autonoma: il Chedivato d'Egitto.
Nel 1881, sfruttando l'estrema debolezza del dominio turco e le inettitudini finanziarie di Isma'il Pascià, giustificando il tutto con la necessità di proteggere gli investimenti europei nella zona del canale di Suez, il Regno Unito e la Francia obbligarono l'Egitto a nominare due loro esperti alla guida dei dicasteri delle finanze e dei lavori pubblici. Poco dopo Londra occupò l'Egitto e il 18 dicembre 1882 ne proclamò formalmente l'autonomia dall'Impero ottomano, instaurando, peraltro, un suo "protettorato di fatto". Nel 1899, il Regno Unito impose all'Egitto il condominio sul Sudan, che, fino ad allora faceva parte del territorio egiziano. Nel 1914, allo scoppio della prima guerra mondiale, il Chedivè ʿAbbās II si schierò al fianco dell'Impero ottomano e fu prontamente deposto dai britannici che proclamarono Sultano dell'Egitto e del Sudan suo zio, Husayn Kāmil. Questi decretò la fine della sovranità turca e la trasformazione del Paese in un protettorato britannico anche a livello giuridico. Dopo una lunga guerra, iniziata nel 1922, malgrado lunghe e dure lotte in cui rifulse l'attività patriottica di Sa'd Zaghlul e del partito del Wafd, soltanto il 14 settembre 1936 fu proclamata la piena indipendenza dell'Egitto, con un trattato stipulato con la Gran Bretagna che convertiva il protettorato in un'alleanza bilaterale tra due Paesi sovrani, perdurando tuttavia di fatto l'occupazione militare britannica per le basi militari che il Regno Unito mantenne nel Paese ed il pieno controllo, assieme alla Francia, del canale di Suez.

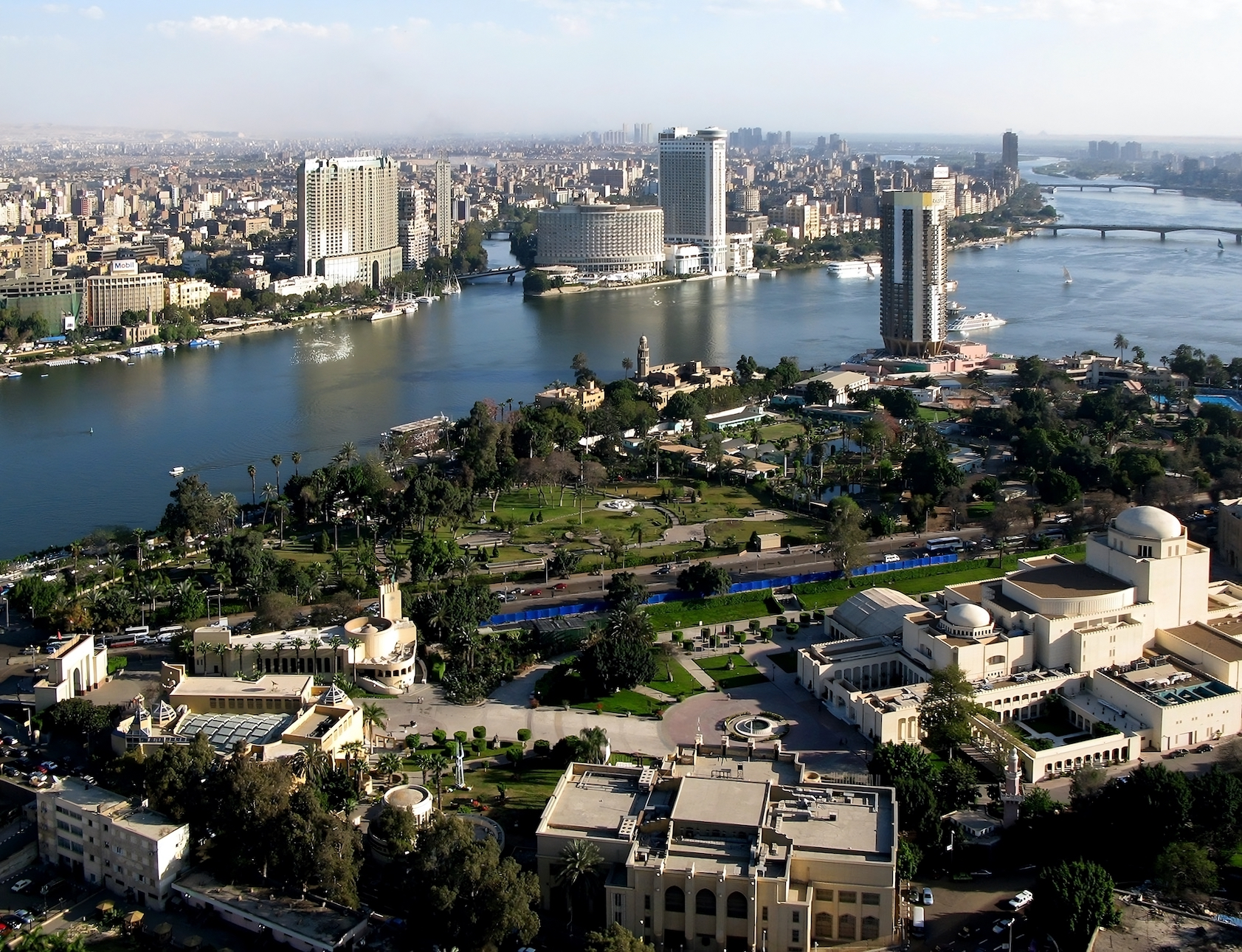
Il Cairo, una vistosa insegna pubblicitaria nell'Egitto moderno evoca i fasti antichi del Nilo, altro simbolo dell'Egitto.

Questo stato di cose proseguì fino al 1952 quando il 23 luglio un colpo di Stato dei Liberi Ufficiali del generale Muhammad Naguib e del colonnello Gamāl ʿAbd al-Nāṣer (Nasser) proclamò la repubblica, deponendo la dinastia fondata da Mehmet Ali ed imponendo pochi anni dopo il definitivo ritiro delle truppe britanniche dalla zona del canale e dalle basi militari che ancora gestiva. Nel 1956 cessò il codominio anglo-egiziano sul Sudan, che conseguì la piena indipendenza.
Il 23 giugno 1956 Gamāl ʿAbd al-Nāṣer viene eletto presidente della Repubblica, e il 26 luglio decreta la nazionalizzazione del canale di Suez, ponendo termine al controllo franco-britannico, e bloccando, di fatto, questa importante via di comunicazione. La situazione precipita nel mese di ottobre; a seguito di attacchi terroristici nelle zone di confine, infatti, il 20 ottobre, Israele invade il Sinai, e punta sul canale di Suez; il 29 ottobre 1956, truppe britanniche e francesi occupano la zona del canale, il 31 ottobre bombardano Il Cairo ed il 5 novembre occupano Porto Said. Il 6 novembre l'Unione Sovietica intima ad Israele, Francia e Regno Unito, di interrompere le ostilità verso l'Egitto, minacciando un intervento diretto nel conflitto, e anche gli Stati Uniti premono sugli alleati per porre fine al conflitto.
Il cessate il fuoco entra in vigore l'8 novembre, e il 15 dello stesso mese truppe di pace dell'ONU giungono nella zona. L'intero Egitto fu così affidato alla nuova classe dirigente espressa dai "Liberi Ufficiali".
Il successivo mancato finanziamento del progetto dell'Alta Diga di Aswān da parte della Banca Mondiale fu una delle cause dell'avvicinamento dell'Egitto, governato da Gamāl ʿAbd al-Nāṣer, all'URSS. Nel 1967 scoppia la "guerra dei sei giorni" (vedi Conflitti arabo-israeliani), e il 28 settembre 1970 muore Nasser. Gli succede il vice presidente, Anwar al-Sadat, premio Nobel per la pace nel 1978, che, nel 1973 sferra una nuova offensiva verso Israele, e che sarà ucciso il 6 ottobre del 1981 in un attentato fondamentalista. Gli succede Ḥosnī Mubārak. Dopo un trentennio di presidenza, continuamente reiterata grazie a opportune modifiche costituzionali, 18 giorni di imponenti proteste, accompagnate dall'uccisione di oltre 800 egiziani, costringono Ḥosnī Mubārak alle dimissioni l'11 febbraio 2011, lasciando il potere al Consiglio supremo delle forze armate guidato dal feldmaresciallo (Mushir) Moḥammed Ḥoseyn Ṭanṭāwī, in attesa delle elezioni presidenziali da cui sarebbe uscito vincitore nel 2012 Mohamed Morsi che il 3 luglio 2013 viene destituito da un colpo di Stato militare del generale ʿAbdel Fattāḥ al-Sīsī.

## Geografia

### Confini e territorio
L'Egitto confina a nord con il Mar Mediterraneo, a nord-est con Israele e Palestina, a est con il Mar Rosso, ovest con la Libia ed a sud con il Sudan. Si affaccia a nord sul Mediterraneo e a est sul mar Rosso. Il territorio egiziano è prevalentemente desertico; soltanto il 5% del territorio è fertile e coincide con la valle del Nilo, il suo delta e le oasi presenti nella parte occidentale del Paese. Il Nilo, che scorre da sud a nord per 1500 km, attraversa una valle resa fertile da canali di irrigazioni e dighe e sfocia nel mar Mediterraneo con un ampio delta.

### Idrografia
L'Egitto ha pochissimi fiumi, ma ha il Nilo, il più importante del Paese, nonché il secondo fiume più lungo al mondo. Esso nasce dai grandi laghi africani, nella zona centrale del continente, e nel suo ultimo tratto attraversa da sud verso nord la parte orientale dell'Egitto. Il Nilo è stato di vitale importanza per il fiorire delle antiche civiltà, e lo è ancora oggi poiché è una fonte inesauribile di acqua per l'irrigazione dei campi. Senza di esso l'Egitto sarebbe un'isolata landa desertica senza vita, trovandosi su uno dei territori più aridi del deserto sahariano, il deserto libico, poverissimo di oasi.
Il Nilo è quasi tutto navigabile, a eccezione del corso in prossimità della prima cateratta, a sud. Scorre su un ampio letto per alcuni tratti incassato fra alte pareti rocciose. Poco a nord del Cairo, si divide in due rami principali:
- a ovest, quello di Rosetta, che sfocia vicino alla città di Alessandria.
- a est, quello di Damietta, che sfocia nei pressi del canale di Suez.

Il delta del Nilo, chiamato Kantar, è ricco di cordoni sabbiosi, ed è solcato da una fitta rete di canali artificiali.

### Clima
Il clima egiziano si presenta di tipo desertico su quasi tutto il Paese, fatta eccezione per la zona mediterranea dove esso è più temperato, sebbene notevolmente più secco rispetto alla media. Gli inverni sono miti, anche se non mancano gelate invernali nel deserto, dovute alle forti escursioni termiche tra il giorno e la notte. Le estati sono molto calde e secche (le coste del Mar Rosso sono tendenzialmente più umide ma rimangono di tipo desertico in termini precipitativi), e le temperature raggiungono molto facilmente i 43-45 °C, con punte di oltre 50 °C in pieno deserto. La zona più "fresca" del Paese in estate è quella delle coste mediterranee, avvantaggiata dalle brezze marine che rendono più sopportabile il caldo.
Le precipitazioni sono molto scarse, soprattutto nelle zone interne sahariane, dove può non piovere per molti mesi. Si verificano talvolta piogge torrenziali, ma solo poche volte all'anno.

## Società

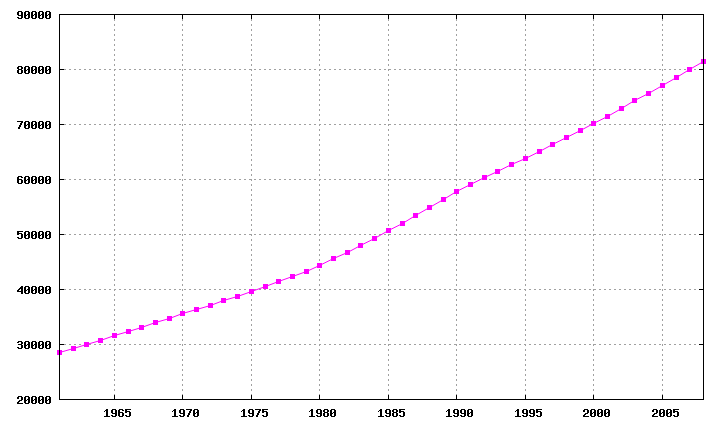
Andamento della popolazione Egiziana dal 1960 al 2010

La popolazione è concentrata, con una densità elevatissima, lungo la valle del Nilo. Similmente anche in quasi tutti gli altri Paesi dell'Africa, la popolazione egiziana è cresciuta in maniera esponenziale nell'ultimo mezzo secolo, passando dai 27 milioni del 1960 agli attuali quasi 104 milioni di abitanti.

### Etnie
Gli egiziani di lingua araba rappresentano complessivamente il principale gruppo etnico del Paese, comprendendo il 94,5% della popolazione.
Fra le minoranze etniche si contano:
- le tribù arabe di beduini nei deserti a est del Nilo e nel Sinai;
- i berberi dell'oasi di Siwa;
- le antiche comunità di Nubiani dell'alto Nilo;
- le comunità tribali di begi nell'estremo sud-est;
- i clan dom del Delta del Nilo e del Fayum.

L'antichissima e vivacissima comunità ebraica è virtualmente scomparsa per emigrazione tra il 1948 e il 1962, anche se dopo la pace con Israele molti tornano in visita ai siti storici e archeologici delle principali città.
L'Egitto ospita anche un numero imprecisato di rifugiati:
- circa 70 000 palestinesi, storicamente i primi, qui dal 1948;
- circa 150 000 iracheni, giunti a partire dai primi anni Novanta;
- oltre 200 000 rifugiati sudanesi, giunti negli ultimi anni.[senza fonte]

### Religione
Circa l'85% della popolazione è di fede musulmana; del rimanente, il 15% sono cristiani copti; esistono piccolissime minoranze di ebrei (resto di un'antichissima comunità fiorente fino alla metà del XX secolo) e di bahá'í.

### Lingue
La lingua ufficiale è l'arabo nella variante moderna standard; l'arabo standard è utilizzato in diglossia con una serie di dialetti arabi; i dialetti arabi dell'Egitto settentrionale vengono comunemente definiti arabo egiziano e godono di maggiore prestigio linguistico. I dialetti arabi del sud sono invece definiti arabo ṣa‘īdī.
Il francese e l'inglese sono due lingue tuttora diffuse in Egitto nel mondo della cultura e nei commerci. Nelle grandi città egiziane è molto comune trovare segnali stradali, insegne, indicazioni scritti in arabo ed inglese, inoltre negli ultimi decenni diverse canzoni ed opere letterarie sono state scritte in inglese. L'Egitto stampa e conia banconote e monete in inglese ed arabo sin dalla sua fondazione repubblicana. L'Egitto è membro dell'Organizzazione internazionale della Francofonia.
La lingua copta è l'ultimo stadio evolutivo dell'egizio ed era la lingua maggioritaria in Egitto fino all'invasione araba e all'islamizzazione avvenuta a partire dal VII secolo, ma oggi sopravvive unicamente come lingua liturgica della Chiesa Copta.

### Identità
La valle del Nilo fu sede di una delle più antiche civiltà del mondo, con lingua e religione proprie, che durò per più di tre millenni. Dopo il 343 a.C. l'Egitto cadde sotto una serie di dominazioni straniere (Impero Macedone, Impero romano, Impero bizantino, Arabi, Mamelucchi, Impero ottomano, Impero britannico), ciascuna delle quali lasciò la sua impronta sulla cultura locale. L'identità egiziana si è evoluta in questi due millenni assimilandosi a due nuove religioni (Cristianesimo e Islam) e a una nuova lingua, l'arabo e il suo discendente orale, l'arabo egiziano.
La misura in cui i singoli egiziani si identificano con ciascuno strato della storia della nazione, che ne articola l'identità collettiva, può variare. Le questioni identitarie sono emerse negli ultimi duecento anni, quando l'Egitto mirò a liberarsi da ogni occupazione straniera, sotto forma di tre ideologie principali:
- il nazionalismo egiziano, etno-territoriale e spesso liberale, il primo a svilupparsi, già nel XIX secolo, e dominante fra gli intellettuali e gli attivisti anti-colonialisti fino ai primi decenni del XX secolo[14];
- il nazionalismo arabo o panarabismo, laico e a volte con venature socialiste, che appare alla fine del XIX secolo in funzione anti-turca e raggiunge il culmine nell'era di Gamal Abdel Nasser;
- l'islamismo politico-religioso, sorto all'inizio del XX secolo, specie con i Fratelli Musulmani, diffuso a livello popolare ma escluso dal potere politico.[15]

## Ordinamento dello Stato

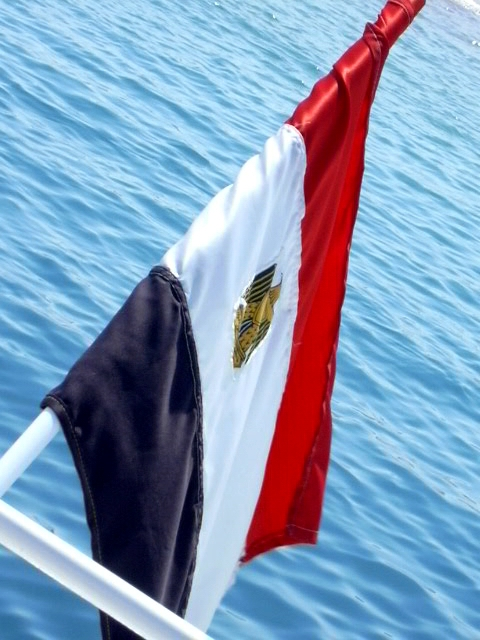
Bandiera egiziana.

L'Egitto è una repubblica dal 18 giugno 1953; si auto-definisce una repubblica araba e socialista. La Costituzione dell'Egitto, entrata in vigore il 18 gennaio 2014, organizza il potere politico secondo un sistema semipresidenziale multipartitico con bicameralismo asimmetrico (la Costituzione vieta i partiti su base confessionale).
Il potere esecutivo è diviso tra il Presidente e il Primo Ministro. Tuttavia, in pratica, il potere esecutivo è fortemente concentrato nel Presidente, che dal 1952 al 2005 è stato eletto in consultazioni popolari con un solo candidato.
Il potere legislativo è esercitato dal Parlamento bicamerale:
- Assemblea del Popolo (Majlis al-Shaʿb), composto da 454 deputati eletti a suffragio universale diretto ogni 5 anni, 400 con sistema proporzionale, 44 in collegi uninominali e non più di 10 nominati dal Presidente. Il Parlamento può sfiduciare il governo.
- Consiglio Consultivo (Majlis al-Shūra), composto di 264 consiglieri, per 2/3 eletti direttamente e per 1/3 nominati dal Presidente per un mandato di 6 anni (con rinnovo di metà consiglio ogni 3 anni). Il Consiglio, creato nel 1980, ha poteri limitati: in caso di disaccordo fra i due rami, l'Assemblea ha l'ultima parola.

Il potere giudiziario è costituzionalmente indipendente (con al suo vertice la Suprema Corte Costituzionale) e durante le presidenze Mubārak ha dimostrato anche una crescente indipendenza di fatto. Il diritto è di tipo codicistico (civil law), salvo per le questioni matrimoniali e di stato personale, dove vige il diritto religioso (coranico o canonico).

### Suddivisione amministrativa
L'Egitto ha cinque livelli amministrativi al di sotto dello Stato.
Dall'aprile 2008 l'Egitto è diviso in 27 muhāfaza, o governatorati. In genere i Governatorati prendono il nome dalla città principale. Ogni Governatorato è retto da un governatore che viene designato dal presidente della repubblica.

#### Elenco dei Governatorati dell'Egitto

Governatorati dell'Egitto.

| N° | Nome           | Area (km²) | Popolazione (2006) | Capitale       | Popolazione capoluogo (2006) |
| -- | -------------- | ---------- | ------------------ | -------------- | ---------------------------- |
| 1  | Alessandria    | 2 679      | 4 110 015          | Alessandria    | 4 084 672                    |
| 2  | Aswan          | 679        | 1 184 432          | Assuan         | 266 013                      |
| 3  | Asyūt          | 25 926     | 3 441 597          | Asyūṭ          | 389 307                      |
| 4  | Buhayra        | 10 130     | 4 737 129          | Damanhur       | 244 043                      |
| 5  | Beni Suef      | 1322       | 2 290 527          | Beni Suef      | 193 048                      |
| 6  | Il Cairo       | 214        | 9 120 350          | Il Cairo       | -                            |
| 7  | Daqahliyya     | 3471       | 4 985 187          | Mansura        | 439 384                      |
| 8  | Damietta       | 589        | 1 092 316          | Damietta       | 206 664                      |
| 9  | Fayyum         | 1827       | 2 512 792          | Faiyum         | 315 940                      |
| 10 | Gharbiyya      | 1942       | 4 010 298          | Tanta          | 422 854                      |
| 11 | Gīza           | 85 153     | 6 272 571          | Giza           | 2 891 275                    |
| 12 | Ismāʿīliyya    | 1 442      | 942 832            | Ismailia       | 293 184                      |
| 13 | Kafr el-Sheykh | 3 437      | 2 618 111          | Kafr el-Sheikh | 147 393                      |
| 14 | Matruh         | 212 112    | 322 341            | Marsa Matruh   | 120 539                      |
| 15 | Minya          | 32 279     | 4 179 309          | Minya          | 236 043                      |
| 16 | Manūfiyya      | 1 532      | 3 270 404          | Shibin El Kom  | 177 112                      |
| 17 | Wādī al-Jadīd  | 376 505    | 187 256            | Kharga         | 60 584                       |
| 18 | Sinai del Nord | 27 574     | 339 752            | Arish          | 137 994                      |
| 19 | Porto Said     | 72         | 570 768            | Porto Said     | 570 603                      |
| 20 | Qalyūbiyya     | 1 001      | 4 237 003          | Banha          | 157 701                      |
| 21 | Qena           | 1 851      | 3 001 494          | Qena           | 201 191                      |
| 22 | Mar Rosso      | 203 685    | 288 233            | Hurghada       | 160 901                      |
| 23 | Sharqiyya      | 4 180      | 5 340 058          | Zagazig        | 302 840                      |
| 24 | Sohag          | 1 547      | 3 746 377          | Sohag          | 190 132                      |
| 25 | Sinai del Sud  | 33 140     | 149 335            | el-Tor         | 19 826                       |
| 26 | Suez           | 17 840     | 510 935            | Suez           | 500 000                      |
| 27 | Luxor          | 55         | 451 318            | Luxor          | 202 232                      |

### Rivendicazioni territoriali
L'Egitto vive con il vicino Sudan una lunga rivendicazione territoriale sul Triangolo di Hala'ib da entrambi rivendicato e su Bir Tawil, un quadrilatero di 2000 km² da entrambi rifiutato.

### Città principali

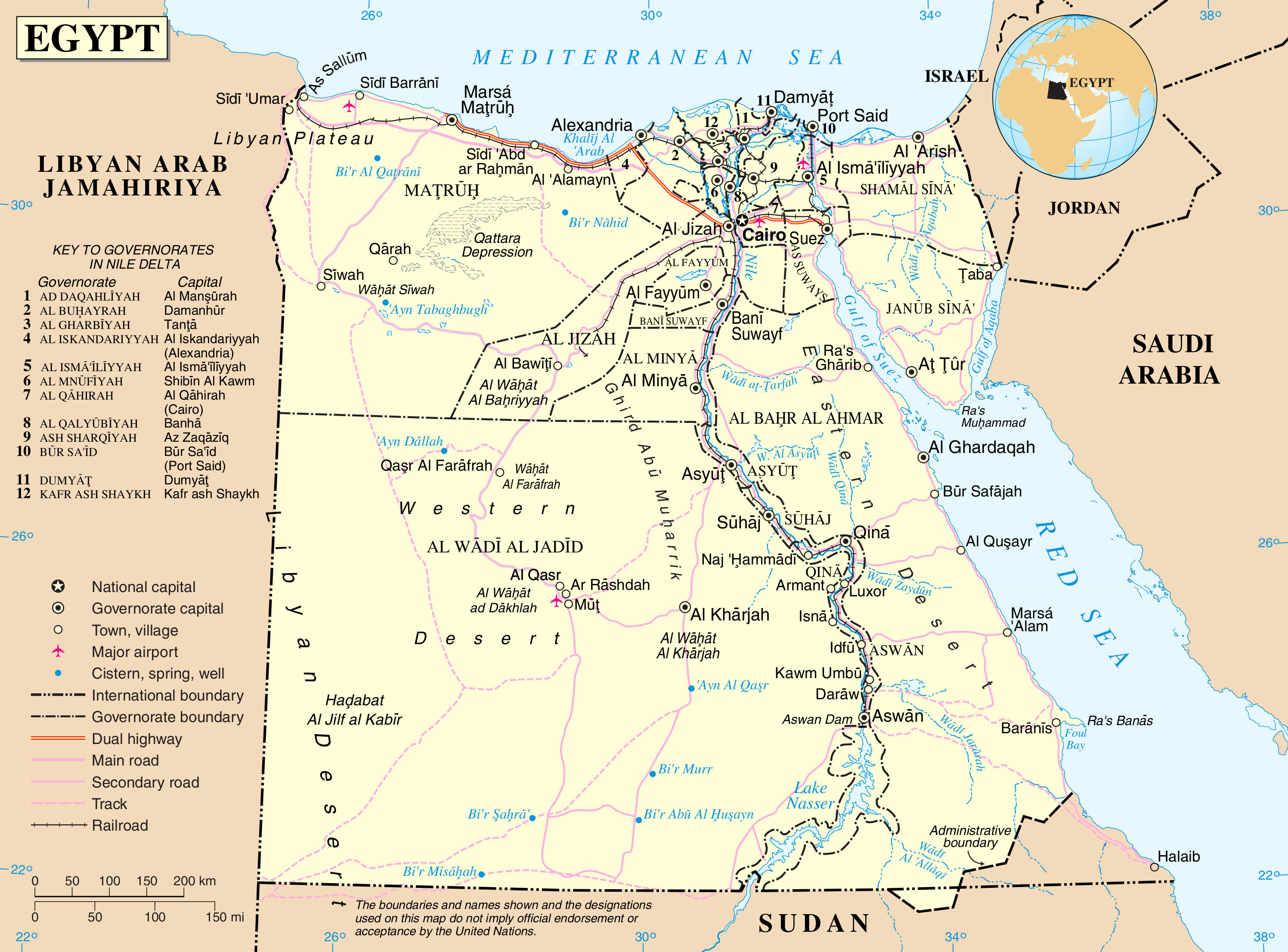
Mappa dell'Egitto.

Le principali città dell'Egitto sono (in ordine alfabetico):
- Abu Simbel
- Abido
- Alessandria d'Egitto
- Al-Minya
- al-Arish
- Assuan (Aswan)
- Asyūṭ
- Banha
- Beni Suef
- Bilbays
- Dahab
- Damanhur
- Damietta
- Dendera
- Edfu
- El Alamein
- El Mahalla
- el-Kubra
- Fayum
- Giza
- Hurghada
- Il Cairo
- Ismailia
- Kafr el-Dawar
- Kafr el-Sheikh
- Karnak
- Kom Ombo
- Luxor
- Mallawi
- Mansura
- Marsa Alam
- Mit Ghamr
- File
- Safaga
- Porto Said
- Qena
- Saqqara
- Sharm el Sheikh
- Shibin El Kom
- Shubra El-Khema
- Siwa
- Sohag
- Suez
- Tanta
- Zagazig

### Ordinamento scolastico
L'istruzione è obbligatoria fino ai 16 anni di età; l'alfabetizzazione ufficiale è del 75%.

#### Università
In ambito universitario, fondata nel X secolo, ricordiamo l'Università al-Azhar. In seguito, nel 1908, fu poi istituita l'Università del Cairo.

### Sistema sanitario
L'Egitto sta attraversando una fase di transizione demografica ed epidemiologica che impatta sensibilmente tanto sulle dimensioni quanto sullo stato sanitario della popolazione.
La spesa sanitaria del Paese è peraltro piuttosto modesta, sia considerando la quota di spesa pubblica allocata per la salute, sia in riferimento alla spesa globale come percentuale del PIL nazionale, e il plafond a disposizione del Ministero della Sanità e della Popolazione (MOHP) ammontava nel 2001 a solo il 3,3% dell'intero budget governativo (in crescita peraltro rispetto al 2,2% registrato nel 1996).
Il sistema di finanziamento sanitario egiziano mostra attualmente delle notevoli inefficienze e disuguaglianze sistemiche che ne limitano considerevolmente l'efficacia complessiva. Tali disuguaglianze sono evidenti sotto diversi punti di vista: fasce di reddito, genere, distribuzione geografica (rurale e urbana, e tra i vari governatorati) e risultati in campo sanitario.
La Costituzione del 1952 ha proclamato l'assistenza sanitaria gratuita diritto basilare di tutti gli egiziani, e il Governo è l'unico fornitore e finanziatore dell'intera sanità primaria e preventiva e di gran parte dell'attività di cura ospedaliera in Egitto, anche se negli ultimi due decenni i limiti di budget del Governo si sono tradotti in una spesa per la sanità relativamente stagnante.
La spesa per la primary health care (PHC) e la medicina preventiva ha registrato negli ultimi anni un significativo incremento (oltre l'80% tra il 1996 e il 2001), e costituisce il 44% dell'intera spesa del MOHP (tra le sedi centrali e i governatorati). Ciò indica la particolare attenzione del MOHP per la prevenzione e la primary health care intese come “sentinelle” della sanità in Egitto. Un ampio network di strutture deputate alla PHC (per un totale di circa 4500) è suddiviso su tutto il territorio nazionale.
Il settore pubblico in Egitto non è in grado di offrire tutti i servizi sanitari necessari a causa del continuo aumento dei relativi costi. L'intenzione è quindi quella di costruire un modello ibrido, sia pubblico sia privato, con lo scopo di incoraggiare gli investimenti nel settore privato laddove le condizioni di mercato locali lo consentano.
Nonostante il Governo sia fortemente impegnato nel fornire la necessaria assistenza sanitaria alle fasce meno abbienti e meno privilegiate della popolazione, il sistema sanitario egiziano può contare su un ampio spettro di provider sanitari, in competizione fra loro ma spesso reciprocamente complementari, il che consente agli utenti una certa libertà di scelta nell'individuazione della struttura più adatta alle proprie esigenze cliniche e disponibilità economica.
Le principali caratteristiche strutturali del sistema sanitario egiziano sono il controllo centralizzato, un'infrastruttura estesa, la responsabilità dello Stato nei confronti della cura di tutti gli individui, e il diffuso coinvolgimento dello Stato nel settore farmaceutico, ma ve ne sono anche altre (fonti multiple di finanziamento e distribuzione, sia pubbliche sia private, e una limitata sorveglianza del Governo sul settore privato) più tipiche dei sistemi basati sul mercato “aperto”. Un simile sistema, assai complesso, presenta necessariamente importanti punti di forza e di debolezza derivanti dalla sua continua evoluzione.
Il Governo egiziano ha pertanto ritenuto opportuno dare avvio a una massiccia ristrutturazione del settore sanitario. Tale riforma è stata ritenuta necessaria poiché il MOHP e i suoi partner principali hanno registrato una certa frammentazione nella fornitura dei servizi e una bassa qualità dei servizi di PHC, certamente il maggior ostacolo alla realizzazione di una copertura sanitaria appropriata del Paese.
Quanto alla distribuzione del “peso complessivo” delle malattie (burden of diseases), essa è passata da un'iniziale (per così dire “fisiologica”) predominanza delle patologie infettive e da parassita a un differente schema di mortalità nel quale principale causa di morte sono attualmente le malattie cardiovascolari (45% nel 1991, rispetto al 12% registrato nel 1970). Di fatto, l'Egitto si trova a dover fronteggiare un “peso” delle malattie in qualche misura “sdoppiato”, nel quale per così dire convivono gli schemi di mortalità e morbilità tipici dei Paesi in via di sviluppo con quelli determinati dalla modernizzazione.
Circa la metà della forza-lavoro sanitaria dell'Egitto è impiegata presso il MOHP; esso però non dispone di un piano nazionale di gestione delle risorse umane: pur potendo contare su un database computerizzato del personale, non lo utilizza tuttavia per la pianificazione dei bisogni futuri. Pertanto il numero, la distribuzione e la capacità professionale della forza-lavoro sanitaria non corrisponde alle reali necessità sanitarie dell'Egitto (l'eccedenza di medici è impressionante: ci sono infatti attualmente più di due medici per ciascun posto letto ospedaliero).
Ci sono poi notevoli disuguaglianze nel numero di risorse umane disponibili nelle varie regioni: l'Alto Egitto è ad esempio abbastanza mal servito, e nei governatorati rurali la presenza di medici delle varie specialità è ben inferiore a quella dei governatorati urbani, senza considerare che, solitamente, la maggior parte dei medici delle zone rurali sono neolaureati, e spesso mancano di un'esperienza clinica adeguata alle necessità sanitarie locali. Tutto ciò, indubbiamente, contrasta con lo schema della situazione sanitaria del Paese: sono infatti normalmente le fasce più povere che avrebbero bisogno di un più elevato rapporto numerico fra personale sanitario e popolazione residente, e non viceversa, come invece accade.
La qualità tecnica dei professionisti sanitari resta poi inadeguata in diverse aree del Paese, l'applicazione delle procedure asettiche di base non è per nulla ottimale, a causa della loro complessità e molteplicità le registrazioni mediche sono spesso incomplete e in accurate, così da rendere difficile la continuità nelle cure, inoltre le procedure standard non sono molto utilizzate e il controllo di routine della qualità tecnica è insufficiente. Inoltre, vi sono seri problemi con un'eccessiva prescrizione e utilizzazione di servizi sanitari non indispensabili, il che evidenzia l'assoluta necessità di un controllo sulle prescrizioni di medicinali e sulle procedure dei consulti medici.
Per quel che riguarda l'aggiornamento professionale di tutte le categorie degli operatori sanitari, esso risulta frammentario e privo di coordinamento e fra i medici (un'alta percentuale dei quali ha peraltro una formazione di tipo specialistico), più che un requisito, resta sostanzialmente una scelta individuale.
Infine, gran parte dei medici del settore pubblico lavorano anche privatamente (sono autorizzati a utilizzare le strutture pubbliche per le loro visite al di fuori dell'orario di lavoro ufficiale, e la mancanza di una chiara distinzione fra la pratica medica pubblica e quella privata è spesso fonte di scarsa disciplina nella categoria), guadagnando mediamente oltre l'80% del loro reddito dalla pratica privata.

### Forze armate
Le Forze armate egiziane costituiscono la più numerosa fra le componenti armate regolari di uno Stato, sia in Africa, sia nel Vicino Oriente, e sono la 19ª forza armata più potente del mondo. Esse sono composte dall'Esercito, dalla Marina militare, dall'Aeronautica militare e dal Comando di difesa aerea egiziano.
Le Forze armate egiziane oltre alle loro peculiari attrezzature, sono proprietarie di un consistente patrimonio economico formato da attività della società civile, che le mettono nella posizione di controllare più del 20% dell'economia nazionale.

## Politica

### Politica interna
Sia sul piano della politica interna, in particolare per quanto concerne l'assetto economico, sia su quello della politica estera, l'Egitto ha assunto, negli ultimi decenni, posizioni molto variegate e non sempre coerenti.
Il sistema politico egiziano è multi-partitico, ma con uno schieramento dominante che fa capo al presidente al-Sisi.
Alle elezioni parlamentari del 2015 il Partito dei Liberi Egiziani, fondato dal magnate Naguib Sawiris, ha ottenuto 65 seggi su 568; alle sue spalle si sono posizionati il Partito del Futuro della Nazione (حزب مستقبل وطن) con 50 seggi e il Neo-Wafd (حزب الوفد الجديد Hizb al-Wafd al-Jadid) con 45 seggi, erede dal 1983 del Wafd ("Delegazione"), tradizionale partito del nazionalismo liberale dissolto nel 1952. Tutti fanno parte della coalizione filo-governativa Per Amore dell’Egitto (في حب مصر Fi Hub Misr). I salafiti di al-Nur (حزب النور ḥizb al-Nūr) non hanno ottenuto più di 11 seggi, mentre gli indipendenti sono stati 251, 28 nominati direttamente dal presidente. Numerosi partiti di opposizione hanno boicottato le consultazioni.
ʿAbdel Fattāḥ Khalīl al-Sīsī è presidente dall'8 giugno 2014, dopo aver guidato il colpo di Stato militare del 3 luglio 2013 che destituì il presidente Mohamed Morsi con il sostegno di ampie fasce della popolazione; è stato eletto al suo secondo mandato nel marzo 2018, con il 97,11% dei voti (Moussa Mostafa Moussa del Ghad ottenne il 2,89%). I votanti furono però solo il 41% degli elettori.
Mostafa Madbouly ha assunto la carica di Primo ministro il 7 giugno 2018, in seguito alle dimissioni di Sherif Ismail, in carica dal 2015.
Oltre 50 anni dopo la rivoluzione dei Liberi Ufficiali (23 luglio 1952), all'inizio di marzo 2014, il governo annunciò a sorpresa la revisione della legge elettorale presidenziale. Tuttavia, la nuova legge rende estremamente difficili le candidature ed è stata da più parti accusata di favorire nettamente al-Sīsī. Peraltro, anche riguardo alle elezioni parlamentari del 2015 si levarono accuse di violenze pubbliche e private contro gli oppositori e di brogli a favore dei partiti filo-governativi. Meno del 10% dei 32 milioni di elettori registrati votò nel 2015.
Il 2 dicembre 2013 il Parlamento approvò la bozza della nuova Costituzione, ma l'opposizione non partecipò al voto; gli emendamenti miravano a:
- proibire che i partiti usino la religione come fondamento dell'attività politica;
- consentire una nuova legge anti-terrorismo, sostitutiva dello stato di emergenza vigente a fasi alterne dal 1981, concedendo alla polizia ampi poteri di arresto e sorveglianza;
- attribuire al presidente il potere di sciogliere il parlamento;
- terminare il controllo giudiziario sulle elezioni.

Il referendum vide la partecipazione del 38,5% dell'elettorato: il 18 gennaio 2014 si annunciò che il 98,1% dei votanti aveva approvato gli emendamenti. Ciò avrà per conseguenza una più efficiente repressione dell'islamismo.

### Politica estera
La politica estera è moderata e in genere filo-occidentale dagli anni Settanta. L'Egitto ha considerevole influenza nel Medio Oriente e in Africa. Ospita al Cairo il quartier generale della Lega Araba e media spesso i conflitti interarabi. Come primo paese arabo a far pace con Israele (1979) assume spesso il ruolo di mediatore fra quest'ultimo e gli arabi. Dal 1991 al 1996 fu segretario generale delle Nazioni Unite l'ex vice-primo ministro egiziano Boutros Boutros-Ghali.
L’Unione europea e la Repubblica araba d’Egitto hanno avviato, nel mese di ottobre 2024, negoziati ufficiali per la partecipazione dell’Egitto a Orizzonte Europa, Programma di ricerca e innovazione dell’Unione europea.

### Questione democratica
Dopo gli anni in cui Gamal ʿAbd al-Nāser aveva governato in modo sostanzialmente autoritario e repressivo verso ogni forma di opposizione, in cui l'Egitto aveva perso due guerre contro Israele e in cui gli sforzi economici del Presidente avevano raccolto risultati assai contraddittori: fallimento del piano d'industrializzazione ma costruzione dell'Alta Diga di Aswān, con benefici risultati nel campo della produzione di energia elettrica e nell'agricoltura ma con riflessi negativi non indifferenti d'impatto ecologico sull'ambiente, l'Egitto con Anwar al-Sadat iniziò un lunghissimo processo di apertura (infitāh, "apertura" fu il termine per l'appunto usato) politica ed economica che solo con molto ottimismo può essere considerato un processo di democratizzazione.
L'Egitto gode di assai maggiori simpatie in Occidente, non solo grazie al suo ritorno a un'economia di mercato (per quanto caratterizzata da fortissimi fenomeni di corruzione e da una quasi assoluta mancanza di regole e di reale concorrenza) a fronte di un passato del tutto dirigistico, ma grazie all'inattesa apertura verso Israele dopo la guerra scatenata da Sadat nel 1973, che condurrà al suo formale riconoscimento dello Stato ebraico.
L'abbandono dell'alleanza con l'URSS e l'avvio di una sostanziosa intesa con gli USA costituiscono fondamentali momenti della nuova strategia politica internazionale di Sādāt, di fatto proseguita anche da Hosni Mubarak e solo in parte da Abdel Fattah al-Sisi (che ha riallacciato un'intensa cooperazione tecnico-militare con la Russia), comprovata dalle posizioni dell'Egitto contro il cosiddetto fondamentalismo islamico, soprattutto dopo l'11 settembre 2001 e le guerre contro l'Iraq e il regime di Saddam Hussein.
Il regime egiziano - caratterizzato anche con al-Sīsī da un forte autoritarismo e da forme sostanziali di "culto della personalità" - mostra nondimeno un notevole grado di stabilità, che in varia misura ha agevolato gli investimenti stranieri e il turismo. Seppur criticato dell'opposizione liberale, il Presidente gode del pieno sostegno della classe militare che guida ininterrottamente il Paese dal 1952 e che tuttora esprime quasi il 50% dei ministri.
Rimane fortemente criticata la politica del regime di al-Sīsī, a causa della frequente brutalità con la quale le Forze dell'ordine reprimono le manifestazioni di dissenso provenienti soprattutto da parte dei Fratelli Musulmani, dichiarati fuorilegge dopo il colpo di Stato del 2013 e da allora fatti oggetto di arresti arbitrari, torture e condanne a morte di massa irrogate da una magistratura spesso ligia ai voleri presidenziali e che, con il pretesto della lotta al terrorismo "fondamentalista", non evita di avviare all'occorrenza pesanti azioni giudiziarie contro i più attivi critici del modo di operare del governo.
Difficile giudicare il grado di democrazia del regime scaturito dai colpi di Stato del 1952 e del 2013. Se infatti il sistema politico è attualmente caratterizzato dal multipartitismo, troppi sono ancora i vincoli frapposti all'espressione davvero libera della critica.
Le elezioni sono caratterizzate da sostanziosi episodi di condizionamento diretto e indiretto del voto, specie nelle ampie aree rurali dove dominano le figure dei dirigenti locali e dove è legge l'autorità dei capi tradizionali, senza contare che il sistema elettorale viene modificato a ogni elezione senza che se ne dia opportuna notizia a tutto il corpo elettorale.
Poi c'è la questione dei candidati indipendenti, capaci per diversi motivi di sconfiggere i candidati di regime ma che, dopo le elezioni, vengono inglobati nello schieramento di regime, garantendo la maggioranza ad al-Sīsī.

### Diritti umani

#### Situazione dei diritti umani
Il Parlamento europeo ha più volte condannato il regime di al-Sisi per le continue violazioni dei diritti umani, le sparizioni forzate, le torture, la detenzione in condizioni degradanti, gli arresti arbitrari, la sistematica intimidazione di attivisti pacifici, giornalisti, persone LGBT e studenti, le condanne a morte con processi collettivi e le condanne a morte di minori.
Secondo Human Rights Watch, il regime di al-Sisi è responsabile di torture nei confronti di minori fino all'età di 12 anni e condanne a morte di minori.
Nel rapporto della Freedom House relativo al 2010 l'Egitto, classificato in posizione 130, è considerato fra i paesi non liberi.
Come da informazioni dell'USAID nel 2005 il 96,4% delle bambine egiziane tra i 10 e i 14 anni di età avevano subito una mutilazione dei genitali; una statistica dell'UNICEF indica, con riferimento al 2013, una percentuale del 91% per le donne e le ragazze. Le mutilazioni genitali femminili in Egitto sono reato dal 2008: approvata nel 2008, la legge è parte di un pacchetto di provvedimenti per l'infanzia che fra l'altro innalza l'età minima per contrarre matrimonio da 16 a 18 anni e consente alle madri di registrare i figli sotto il proprio nome.

## Economia

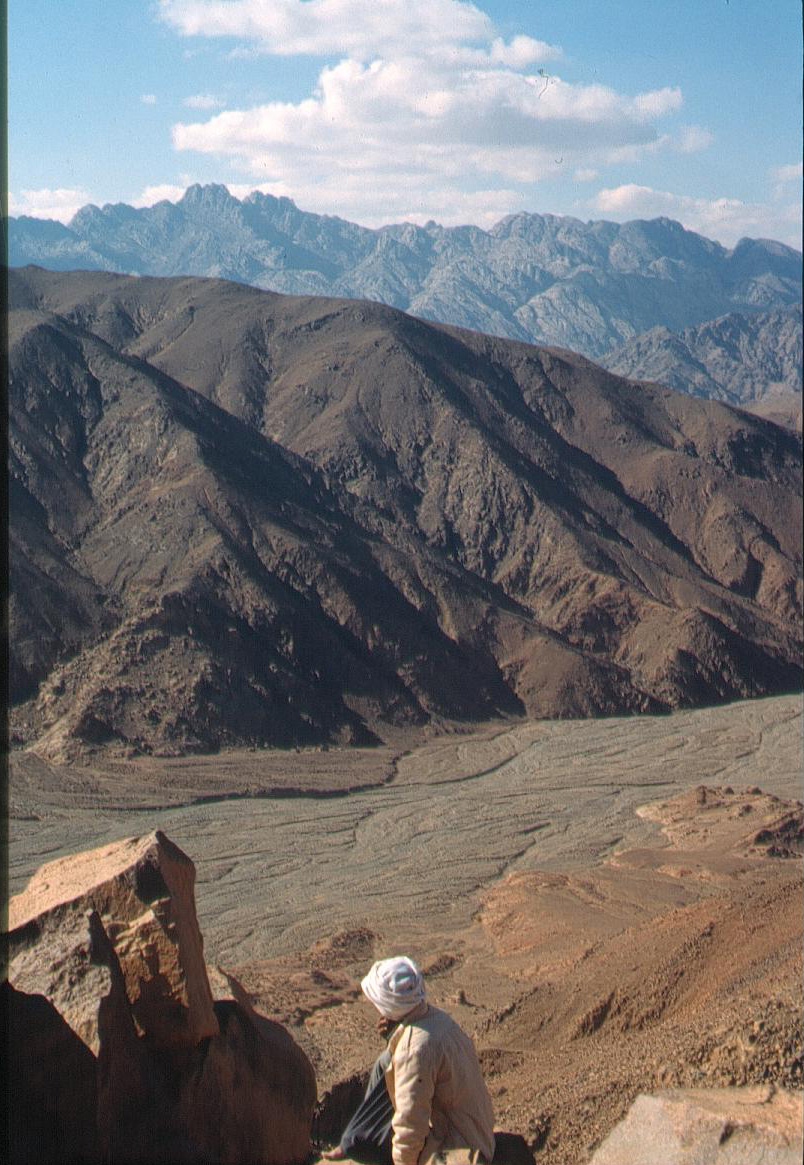
Le antiche cave di porfido nel deserto orientale tra il Nilo e il mar Rosso.

L'economia egiziana è in forte crescita, prevalentemente agricola, nonostante il recente sviluppo delle attività industriali, e turistiche, era caratterizzata fino a qualche tempo fa da una pressoché assoluta staticità alla monocoltura del cotone che assoggettava, e in parte tuttora assoggetta, l'economia del Paese alle fluttuazioni dei mercati internazionali.
- Addetti all'agricoltura: 33%
- Addetti all'industria: 22%
- Addetti al terziario: 45%

Un recente rapporto del governo egiziano indica un aumento sostanziale delle entrate dello Stato nel corso del primo semestre dell'anno fiscale 2008-2009. Secondo i dati, i ricavi del Cairo ammontano a 128 miliardi di sterline egiziane (circa $ 25 miliardi di euro) - un aumento del 98,5% rispetto al precedente anno fiscale. La relazione inoltre ha indicato un aumento del 46,5% di acquisti fiscali ($ 5,7 miliardi), un 22% di aumento in tasse doganali ($ 1,35 miliardi). Turismo, insieme con i ricavi generati dal Canale di Suez, i trasferimenti di denaro da parte egiziana ai lavoratori all'estero, e il Gas e le esportazioni di petrolio, costituiscono per l'Egitto le entrate in valuta estera.
l'Operazione Piombo Fuso a Gaza ha suscitato aspri sentimenti anti-Israele in Egitto, molte le intimazioni a tagliare i legami commerciali con lo Stato ebraico. Tuttavia, le organizzazioni del mercato egiziano non hanno ceduto alle pressioni e non hanno istituito il boicottaggio. Secondo dati egiziani, gli scambi commerciali tra Israele ed Egitto nel 2008 sono stati stimati di circa quattro miliardi di dollari, esclusi il gas e la benzina.
Una grande risorsa per l'economia locale è il turismo, perché l'Egitto dispone di un patrimonio storico-culturale tra i più importanti al mondo e ha anche grandi risorse ambientali, come la barriera corallina del Mar Rosso. Nonostante la minaccia del terrorismo, il settore turistico si sta espandendo rapidamente e ormai conta oltre 10 milioni di turisti stranieri all'anno, motivo per cui alcuni archeologi hanno richiesto la chiusura del sito archeologico di Luxor. I turisti provengono principalmente dall'Europa e prediligono destinazioni come Il Cairo (piramidi e museo archeologico), la stessa Luxor, le località balneari di Sharm el-Sheikh, Hurghada e Marsa Alam oppure preferiscono fare una crociera sul Nilo che, generalmente, dura una settimana.

### Lavoratori egiziani all'estero
La crisi finanziaria mondiale ha colpito anche l'Egitto. Secondo uno studio pubblicato dal Centro egiziano di studi economici, le autorità temevano che circa mezzo milione di lavoratori egiziani avrebbe perso il posto di lavoro nei paesi del Golfo entro la fine del 2009.

### Settore primario
La maggior parte dei campi è irrigata artificialmente, la Diga di Assuan non permette più al Nilo di fertilizzare i terreni con il limo e di ottenere fino ai tre raccolti tradizionali che precedentemente si potevano avere ogni anno. Le colture sono diversificate a seconda della stagione:
- Invernali (frumento e legumi).
- Estive (cotone, canna da zucchero, riso, arachidi, sesamo, mais, papiro).
- Autunnali (miglio e mais).

Si pratica l'allevamento di suini e caprini, e la pesca nel Mediterraneo (Alessandria d'Egitto è un'importante città portuale), nel Nilo e vicino al lago Nasser.

### Industria
I molti giacimenti di gas naturale e petrolio consentono al Paese l'autosufficienza, l'industria energetica è abbastanza sviluppata. Sono importanti anche il settore siderurgico, meccanico e chimico. Il settore più sviluppato è comunque quello tessile, soprattutto con la lavorazione del cotone. La zona più industrializzata è quella tra il Cairo e Alessandria.
Nella città di 6th October City si sta sviluppando un forte polo industriale dedicato alla produzione automobilistica. Qui sono presenti molti gruppi industriali stranieri come Nissan, Mercedes-Benz, Suzuki e la tedesca BMW attraverso la Bavarian Auto.

### Terziario

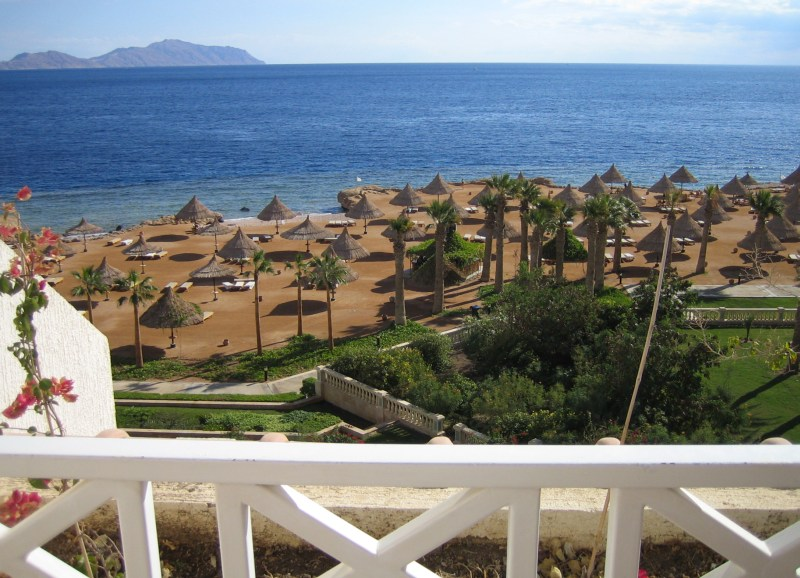
Sharm el-Sheikh, località turistica e balneare attrae ogni anno moltissimi turisti.

Servizi alle imprese finanziarie e bancarie.
- Strade: 100472 km, di cui asfaltate 89778 km (2009)
- Ferrovie: 8667 km
- Vie navigabili interne: 3100 km

La navigazione interna (lungo il Nilo e canali a esso collegati) è molto intensa. Il Canale di Suez, lungo 120 chilometri, è stato terminato nel 1869 e da allora costituisce una via di comunicazione di somma importanza strategica.
I trasporti su gomma sono sviluppati solo nella zona della valle del Nilo.

### Turismo
Il turismo, attualmente è l'attività più importante del settore terziario, ripreso dopo gli attentati degli anni Novanta, vede in Sharm el-Sheikh, Dahab, Hurghada e Marsa Alam i centri più importanti dove sono sorti numerosi alberghi e villaggi turistici con animazione turistica e internazionale. Il turismo è uno dei settori più importanti nell'economia egiziana. Più di 12,8 milioni di turisti hanno visitato l'Egitto nel 2008, fornendo un fatturato di quasi $ 11 miliardi. Il settore impiega circa il 12 per cento della forza lavoro in Egitto.
Le attrazioni turistiche più celebri dell'Egitto sono i monumenti millenari per i quali la Valle del Nilo è famosa nel mondo. Principali tra essi sono le Piramidi e la Grande Sfinge di Giza, il tempio di Abu Simbel a sud di Assuan e il Tempio di Karnak, vicino a Luxor. Il Cairo vanta anche il Museo del Cairo, la moschea di Muhammad Ali Pasha e le zone costiere della penisola del Sinai che sono molto popolari tra i visitatori.

### Commercio estero
La bilancia commerciale egiziana è in passivo, anche perché le esportazioni riguardano solo il petrolio, il gas naturale, il cotone e i datteri. Tuttavia il turismo internazionale è fonte di entrate valutarie, e così le rimesse degli emigrati.
L'Egitto esporta il proprio gas naturale a Israele. Recentemente, una battaglia legale è in corso contro l'esportazione di gas naturale dall'Egitto a Israele. Una commissione di esperti, nominata dal tribunale egiziano che discute una petizione contro la tratta di gas, ha presentato una raccomandazione volta ad annullare la decisione del governo per l'esportazione di gas naturale ai vari paesi, tra cui Israele, a un prezzo ridotto.

## Ambiente
Estremamente arido e principalmente desertico, eccezione fatta per le rive del Nilo che quando straripa deposita, nei campi circostanti, una sostanza molto fertile chiamata limo.
Altre zone fertili sono le oasi di:
- Siwa
- Bahariya
- Al-Fayyum
- Farafra
- Kharga
- Dakhla

## Cultura

### Arte antica
Molto importante fu l'arte e l'architettura nell'antico Egitto: tra gli architetti più noti ricordiamo Imhotep, noto come il primo architetto, vissuto durante la III dinastia e ideatore della Piramide di Djoser.

### Arte contemporanea
Nel panorama dell'arte contemporanea la città maggiormente attiva è la capitale, Il Cairo. Al glorioso passato faraonico si sta affiancando una generazione di giovani artisti locali con esperienze e contaminazioni internazionali, spesso supportata da residenti stranieri.
Gallerie d'arte contemporanea, mostre, performance, centri culturali caratterizzano il panorama culturale e artistico della città.
Gli spazi attivi sono: Townhouse Gallery, Contemporary Image Collective, Darb 1718, Mashrabia Art Gallery, Artellewa Space for contemporary arts, Zamalek Art Gallery, Espace Karim Francic.

### Artisti

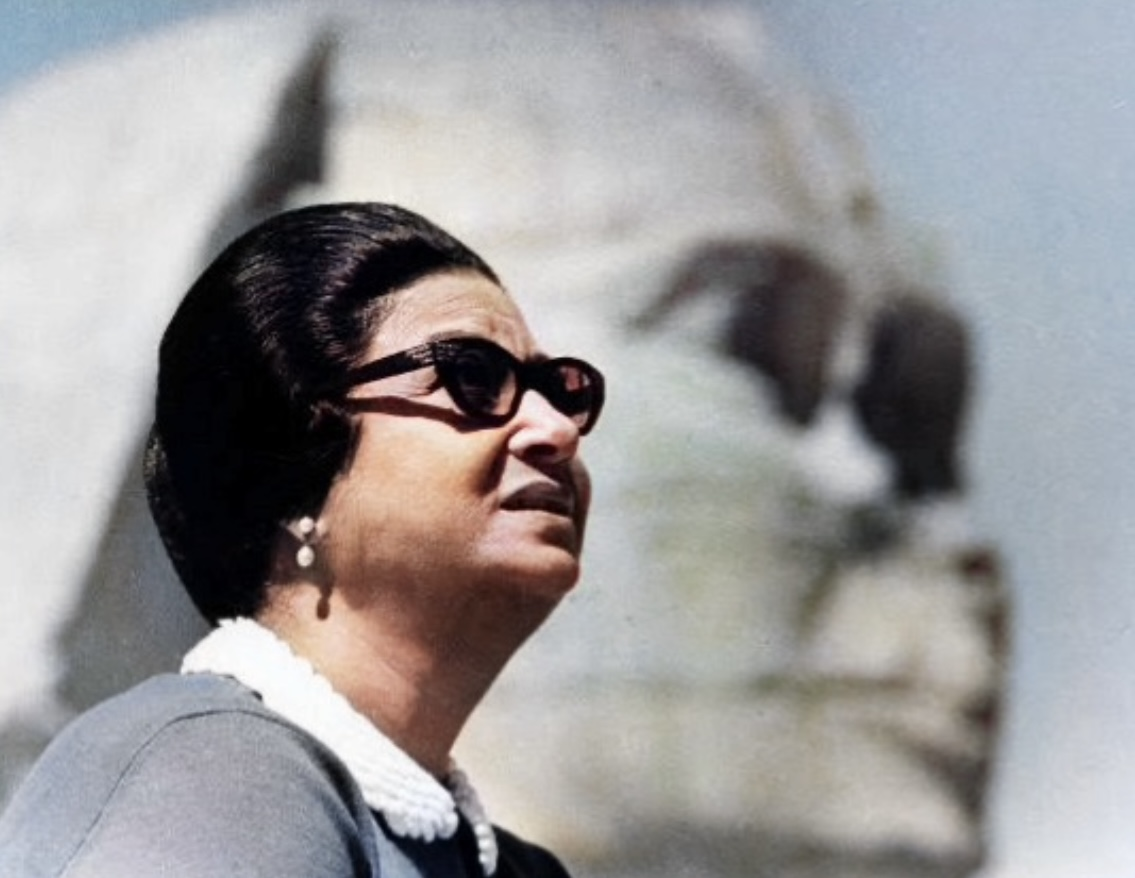
Umm Kulthum

Tra gli artisti egiziani più noti a livello internazionale si possono ricordare Amr Diab, Amr Waked, Adel El Siwi, Ahmed Askalany, Ahmed Kamel, Amal Kenawy, Amina Mansour, Ayman Ramdan, Amre Heiba, Basim Magdy, Barry Iverson, Doa Aly, Essam Marouf, Fathi Hassan, Hala Elkoussy, Hany Armanious, Hany Rashed, Huda Lutfi, Jihan Ammar, Lara Baladi, Maha Maamoun, Mohamed Sarkawy, Nader Sadek, Nermine Hammam, Omar Ghayatt, Osama Dawod, Rana El Nemer, Rania Ezzat, Rehab El Sadek, Sabah Naim, Shady El Noshokaty, Susan Hefuna, Tarek Zaki, Wael Shawky, Yasser Gerab, Youssef Nabil, Khaled Hafez, Karim Bakry e Tahia Halim, esponente del movimento espressionista egiziano.

### Patrimoni dell'umanità
Il ricco patrimonio culturale egiziano è testimoniato anche dalla presenza di diversi siti iscritti Lista dei patrimoni dell'umanità dell'UNESCO.

### Letteratura
In ambito letterario possiamo distinguere una letteratura dell'antico Egitto da una letteratura egiziana moderna.

#### Letteratura egizia antica
La letteratura egizia antica si riferisce al periodo faraonico dell'antico Egitto fino alla fine della dominazione romana: è considerata tra le letterature più antiche del mondo.

#### Letteratura egiziana moderna
Nel XX secolo si afferma la letteratura egiziana moderna con diversi autori di fama internazionale tra cui Ahmed Shawqi, Nagib Mahfuz, Premio Nobel per la letteratura, nel 1988 e Taha Hussein.
Tra le scrittrici egiziane, apprezzate nel mondo arabo, ricordiamo Laṭīfa al-Zayyāt (1923-1996), e Radwa Ashour (1946-2014), tra i cui temi trattati la causa palestinese..

### Musica
Tra i padri della musica popolare egiziana spicca Sayed Darwish.
Tra le più celebri cantanti, non solo egiziane, ma di tutto il mondo arabo possiamo ricordare Umm Kulthum e tra i cantanti più noti Abd el-Halim Hafez.

### Cinema

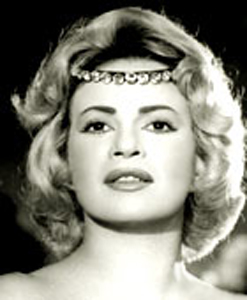
Hind Rostom nel 1965

Nel panorama internazionale della cinematografia del XX secolo, l'Egitto si è imposto in campo internazionale con importanti attori tra i quali Omar Sharif (1932-2015), noto in particolare per il film Lawrence d'Arabia (1962) e, tra gli altri attori vissuti tra il XX e il XXI secolo, spicca Ahmed Zaki.
Altra icona dell'era d'oro del cinema egiziano fu Hind Rostom (1929-2011), definita per il suo aspetto fisico la Marilyn Monroe d'Oriente (مارلين مونرو الشرق). Ha recitato nel corso della sua carriera in oltre 80 film. Icona del cinema egiziano viene considerata spesso anche Faten Hamama. Altra importante attrice, ma anche cantante del cinema egiziano fu Shadia (1931-2017) e ancora da ricordare Soad Hosny.
Tra i registi egiziani che si sono affermati nel corso del XX secolo spicca Yusuf Shahin, che fu anche produttore cinematografico, e Shadi Abdel Salam, autore,tra l'altro, del film La mummia (1969), tra i film di maggiore successo del cinema egiziano.

### Scienza e tecnologia
- 17 novembre 1869: inaugurazione del Canale di Suez realizzato dall'imprenditore francese Ferdinand de Lesseps

### Egitto nello spazio
- 28 aprile 1998: viene lanciato Nilesat 101[33], primo satellite egiziano.
- 4 agosto 2022: Sara Sabry [34] è la prima egiziana a viaggiare nello spazio

## Sport

### Calcio
Il calcio egiziano ha la sua storia sin da oltre 100 anni. Il Paese ospita molti tornei nazionali africani, come la Coppa d'Africa. La Nazionale di calcio egiziana si è aggiudicata per tre volte consecutive (2006, 2008 e 2010) la Coppa d'Africa e con un totale di 7 vittorie su 8 finali detiene il primato africano. Si è qualificata ai mondiali in tre occasioni (1934, 1990 e 2018), tra cui entrambe le edizioni disputate in Italia Inoltre detiene il primato di essersi aggiudicata per 3 volte consecutive la coppa del proprio continente. Il club più titolato del Paese è Al-Ahly Sporting Club, che è anche il club più titolato a livello continentale.

### Altri sport
Altri sport popolari in Egitto sono il tennis e lo squash. La nazionale di squash è nota per la sua accesa competizione nei campionati internazionali sin dal 1930: Amr Shabana è il giocatore più rappresentativo del Paese, 3 volte campione del mondo e miglior giocatore nel 2006.

### Pallamano
Anche la nazionale di pallamano detiene un record: ha partecipato al campionato continentale africano di pallamano tutte le 34 volte, vincendo per 5 volte consecutive il trofeo (incluso il 2008) e terminando 5 volte al secondo posto, 4 volte al terzo e 2 volte al quarto. La squadra si è aggiudicata il 6º e il 7º posto nel 1995 e nel 1997 nel campionato mondiale maschile di pallamano, e 2 volte il 6º posto alle Olimpiadi nel 1996 e nel 2000. La Nazionale di pallamano femminile dell'Egitto ha vinto due volte il campionato africano e ha partecipato sia ai Mondiali sia alla Coppa del Mondo.

### Alpinismo
Nel 2007, Omar Samra organizzò una spedizione per scalare il Monte Everest dal versante sud, con la partecipazione di Ben Stephens (Inghilterra), Victoria James (Galles) e Greg Maud (Sudafrica). La spedizione per l'Everest iniziò il 25 marzo 2007 e terminò dopo 9 settimane.

### Giochi olimpici
La prima medaglia d'oro olimpica (e prima medaglia olimpica per l'Egitto), fu conquistata da El-Sayed Nosseir, nel sollevamento pesi, ai Giochi olimpici di Amsterdam del 1928.

## Tradizioni

### Gastronomia

#### L'alimentazione nell'antichità
Essendo sconosciuto lo zucchero, per dolcificare si utilizzava il miele o, talvolta, il succo dei datteri.
Il sale veniva ricavato dai depositi del Wadi Natrun, nel deserto libico ed era usato principalmente come conservante per le carni.
L'olio veniva utilizzato per l'alimentazione, come unguento e per l'illuminazione ed era ricavato dai semi di varie piante, tra cui, principalmente, sesamo e ricino. Il più pregiato era ricavato dai gigli.
L'olio d'oliva era in gran parte importato dalla Siria, essendo insufficienti le piantagioni di olivi in Egitto.
Bevanda usuale, oltre l'acqua e i succhi di frutta, era la birra, che si otteneva facendo fermentare nell'acqua - e forse con datteri - pagnotte d'orzo. La birra aveva anche un valore rituale e faceva parte fissa delle offerte ai defunti e alle divinità, insieme al pane e alle carni.
Il vino era conosciuto in Egitto dall'età più antica. I vigneti più antichi erano nel Delta, ma anche nelle oasi e in Nubia si coltivava la vite. Nella tomba di Tutankhamon furono trovate 26 giare di vino, ognuna con l'indicazione della data e del luogo di produzione, oltre al nome del produttore

#### Piatti moderni
Il ful e il falafel, detto anche tamia, ma anche il mahshi, il koshari e il molokeya sono piatti tipici dell'Egitto.

### Pesi e misure
Il sistema metrico decimale (metro, chilogrammo, ecc) è stato adottato in Egitto il 28 aprile 1891, ed è ampiamente usato. È rimasto in uso il feddan come unità per la misura della superficie dei terreni: un feddan = 5200 m² = 1,038 acri = 0,52 ettari.

## Ricorrenza nazionale
- 23 luglio: عيد ثورة 23 يوليو (eyd thawrat 23 yuliu) - Giorno della Rivoluzione egiziana del 1952: Dichiarazione della moderna Repubblica d'Egitto

### Storia
- Storia dell'Egitto
- Storia dell'antico Egitto
- Storia dell'Egitto greco e romano
- Storia dell'Egitto arabo
- Storia dell'Egitto moderno

### Geografia
- Governatorati dell'Egitto
- Regioni dell'Egitto
- Città dell'Egitto

### Politica
- Presidenti dell'Egitto
- Primi ministri dell'Egitto
- Costituzione dell'Egitto

### Società
- Lingua araba egiziana
- Religioni in Egitto
- Musica dell'Egitto

### Economia
- Francobolli egiziani
- Turismo in Egitto